# Jean-François Bach
Pour les articles homonymes, voir Bach (homonymie).
Jean-François Bach, né le 8 juin 1940 à Yvré-l'Évêque (Sarthe) et mort le 12 décembre 2023 dans le 12e arrondissement de Paris, est un professeur de médecine, biologiste et immunologiste français. Il est secrétaire perpétuel honoraire de l'Académie des sciences.

## Biographie
Il est le petit fils d'un professeur de pharmacie et d'un ancien directeur de l'École Normale Supérieure de Saint-Cloud et fils d'un professeur de médecine en pédiatrie. Il prépare le concours de Polytechnique dans la classe préparatoire du lycée Louis-le-Grand. Après quelques mois de classe de mathématiques spéciales, il décide de changer d'orientation en choisissant la médecine.
Il est l'élève de Jean Hamburger à l'hôpital Necker. Il est docteur en médecine en 1969, et en sciences en 1970. Sa thèse de sciences donne lieu à trois articles dans Nature.
Correspondant en 1977, il est élu en 1985  membre de l’Académie des sciences, dont il est l'un des deux secrétaires perpétuels de 2006 à 2015. Il est également professeur émérite à l'université Paris-Descartes.
Il est directeur de l'Unité 25 de l'INSERM (Immunopathologie rénale) et du laboratoire 122 du CNRS (Immunologie des allogreffes), tout en dirigeant le centre de l'Association Claude Bernard sur les maladies auto-immunes.

## Fonctions
Parmi ses autres activités et fonctions :
- Membre du conseil d'administration de la Fondation de la Maison de la Chimie
- Secrétaire général de la Fondation Day Solvay
- Membre du Comité consultatif national d'éthique
- Membre du conseil d'administration de l'Association Hubert Beuve Méry
- Vice-président de la Fondation pour la recherche médicale pendant plus de 20 ans
- Président du Conseil scientifique de l’Institut Gustave-Roussy (1981-1987)
- Vice-président du Conseil scientifique de l’Institut Pasteur (1982-1984)
- Président du Conseil scientifique de la Ligue nationale contre le cancer (1987-1997)
- Vice-président de l'université Paris-Descartes (1992-1995)
- Vice-président de la Société internationale de transplantation (1995-1996)
- Membre du Conseil scientifique de l'Assistance publique - Hôpitaux de Paris (1995-2001)
- Président du Comité d'immunologie clinique de l'International Union of Immunology Societies (IUIS) (2000-2002)
- Membre du Comité de la sécurité des vaccins auprès de l’OMS
- Président du Comité de relecture des programmes de sciences au collège et de la Commission scientifique du socle commun
- Président de la Fondation Jean Dausset Centre d’étude du polymorphisme humain

## Travaux
Il publie seul ou en collaboration, près de 700 articles ainsi que plusieurs ouvrages scientifiques, dont son Traité d'immunologie (six éditions françaises et traduit en 3 langues). 
Ses travaux personnels concernent plus particulièrement l'étude des sous-populations de lymphocytes T en rapport avec l'activité du thymus ; la caractérisation des hormones thymiques et notamment de la thymuline dont il réalise la synthèse ; l'action des immunodépresseurs (cyclosporine, sérums anti-lymphocytaires, des anticorps monoclonaux anti-lymphocytes T),.
Il s'est intéressé aux mécanismes et aux traitements des maladies autoimmunes et plus particulièrement au diabète insulinodépendant. Il a joué un rôle déterminant dans la mise en œuvre de traitements de cette maladie par la cyclosporine puis, plus récemment, par les anticorps monoclonaux anti-CD3. Il a enfin montré que la diminution de la fréquence des infections dans les pays développés expliquait l'augmentation de celle des maladies auto-immunes (théorie hygiéniste).

## Récompenses et distinctions
Entre autres prix et distinctions :
- Grand Prix de l'Académie des sciences (Prix Jaffé) (1976)
- Prix de la Société européenne d'investigation clinique (1976)
- Médaille d'or de la Société européenne d'allergologie et d'immunologie clinique (1978)
- Prix du Rayonnement français (1981)
- Membre de l'Académie nationale de médecine (élu en 1990)
- Membre de l'Académie nationale de pharmacie (élu en 1990)
- Prix Antoine-Laurent Lavoisier de l’université de Californie (1993)
- Membre de l'Académie royale de médecine de Belgique (élu en 1994)
- Prix de l'Institut des sciences de la santé (1998)
- Prix Barbara Davis de l'université du Colorado (2000)
- Membre de l’Academy of Medical Sciences britannique (élu en 2006)

## Décorations
- Commandeur de la Légion d'honneur
- Commandeur de l'ordre national du Mérite